# 10601 Hiwatashi
10601 Hiwatashi è un asteroide della fascia principale. Scoperto nel 1996, presenta un'orbita caratterizzata da un semiasse maggiore pari a 3,1515188 UA e da un'eccentricità di 0,2449968, inclinata di 2,99855° rispetto all'eclittica. Misura circa 12,2 km di diametro.
L'asteroide è stato dedicato a Kenji Hiwatashi (1922-?), ingegnere elettrico giapponese della NHK dal 1947 al 1979, in occasione del suo kiju (77º compleanno). Fu un pioniere nel campo dell'informatica della visione umana.